# M1加兰德步枪
M1加蘭德步枪，是世上第一種大量服役的半自動步槍，在1936年取代了美軍制式M1903春田步槍，亦是二戰中最著名的步槍之一。美軍的M1加蘭德步枪最終在1957年被M14戰鬥步槍所取代。

## 歷史

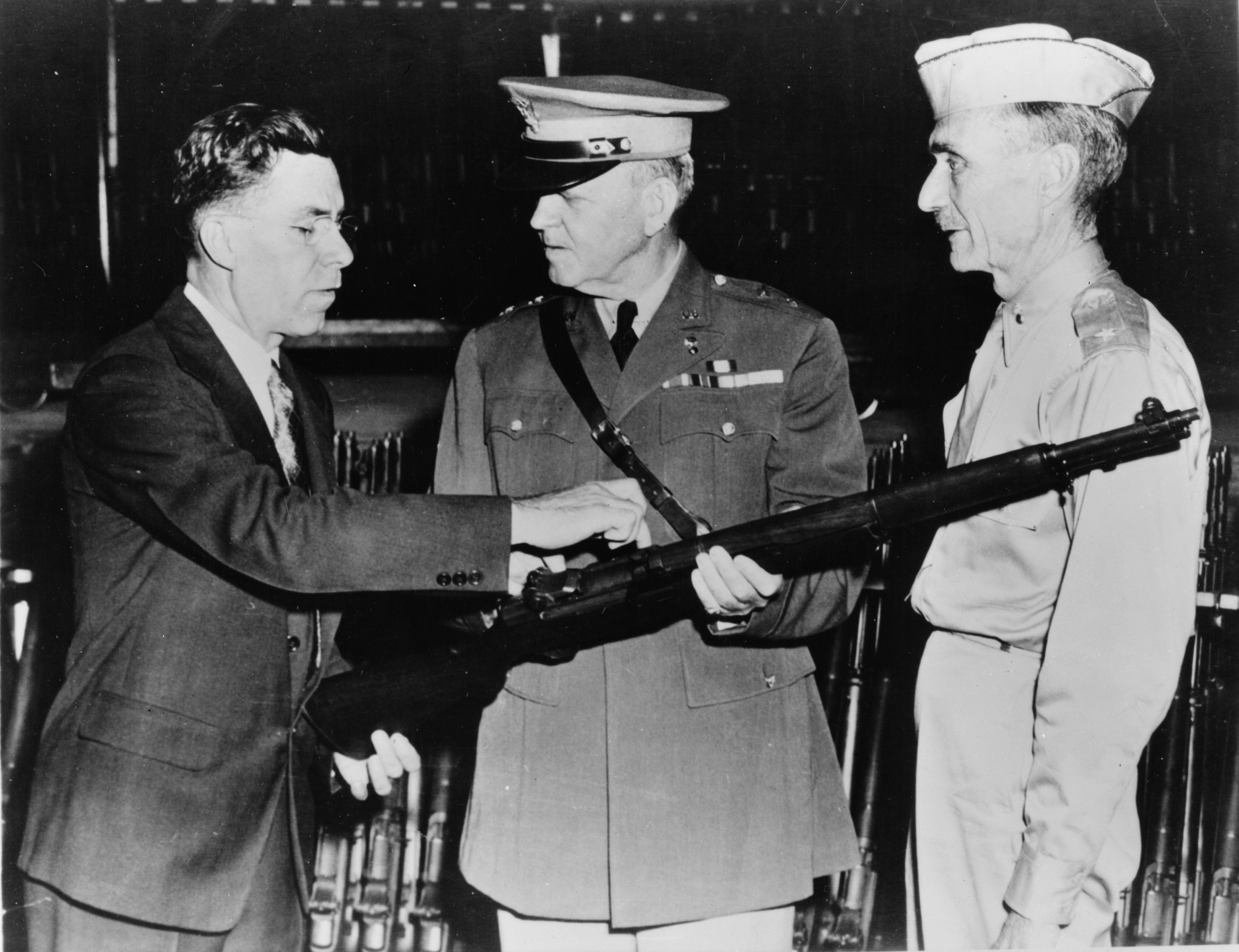
約翰·加蘭德（左）在向美軍官員讲解M1步槍

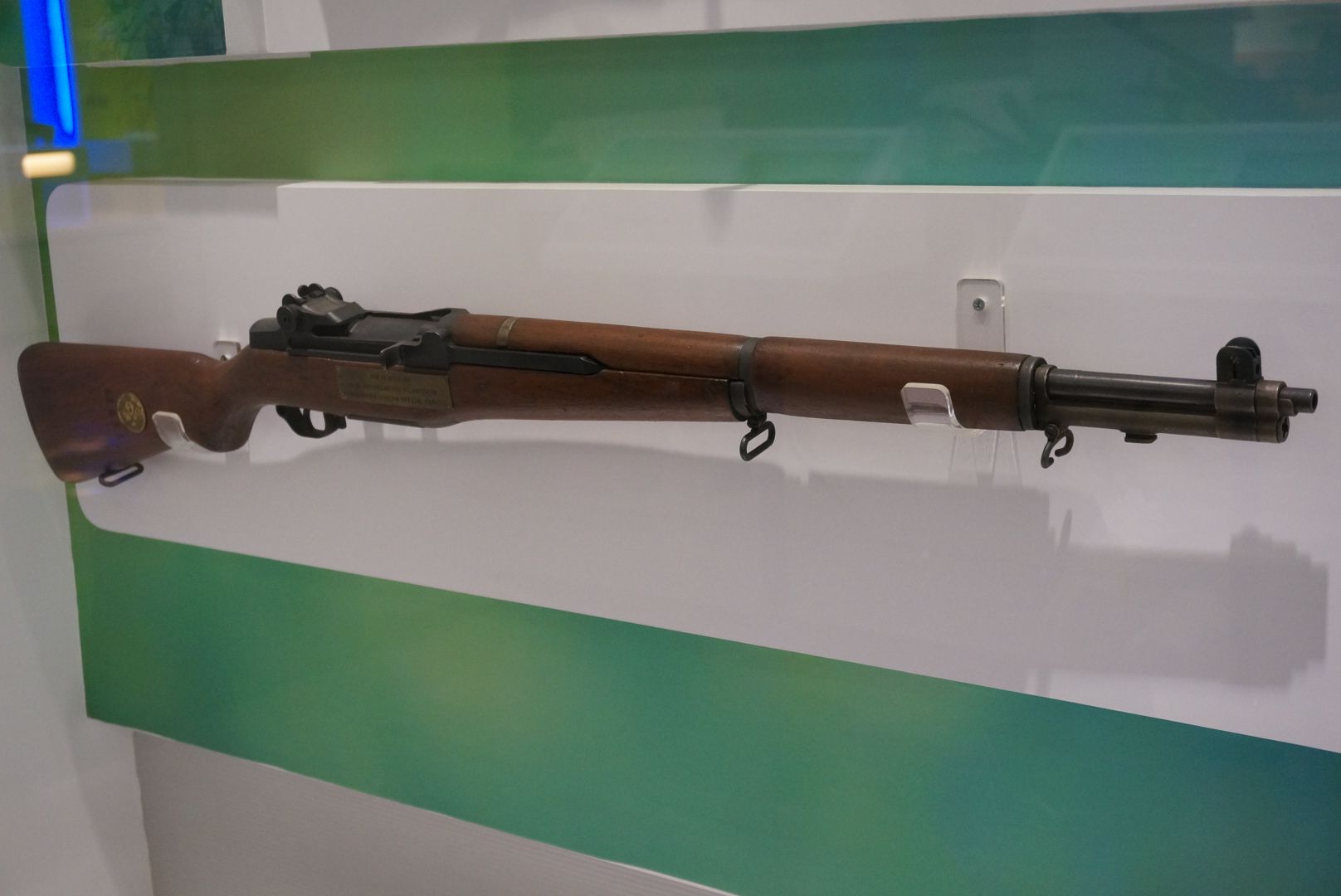
M1加蘭德步槍

1920年，约翰·坎特厄斯·加蘭德在春田兵工廠（Springfield在中國大陸音译为“斯普林菲尔德”，但同時也可意譯作“春田”）開始設計半自動步槍。1929年，樣槍被送交阿伯丁試驗場參加美國軍方新式步槍選型試驗，通過對比試驗，1932年加蘭德設計的自動裝填步槍被選中。期間，美國軍械委員會指令更改樣槍的口徑為7毫米，中選後又因会导致后勤混乱的理由遭到軍方否決，又被要求改用7.62毫米（.30-06春田）口徑。經過進一步改進，1936年正式定型命名為（简称为M1步枪），常加上设计师姓氏称为“M1加兰德”（M1 Garand），在1937年投產並成為美國軍隊制式步槍，用以取代美國陸軍老舊的M1903春田步槍。M1加蘭德步槍是槍械歷史上第一種大量生產進入現役的半自動（自動裝填）步槍。

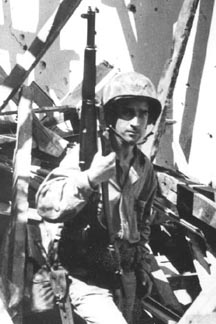
配備M1加蘭德步槍去參加對日作戰的美國海軍陸戰隊員

M1加蘭德步槍投產之後最初生產和裝備軍隊的速度都十分緩慢，隨著美國於1941年參加第二次世界大戰，加蘭德步槍產量猛增，並在實戰中被證明是一種可靠、耐用和有效的步槍。該槍被公認為是第二次世界大戰中性能最好的步槍之一。美國著名將軍喬治·巴頓評價它是“有史以來最偉大的戰鬥工具”（Greatest battle implement ever devised）。
M1加蘭德步槍是第二次世界大戰和韓戰期間美國軍隊裝備的主要步兵武器。越戰初期，美軍及南越部隊仍有少量裝備M1加蘭德。一直到1957年，M14自動步槍列裝後，M1加蘭德步槍才退出美軍前線裝備。作為替代的M14自動步槍由於本身以M1加蘭德步槍為原型作改良，因此也保留了很多M1加蘭德的特色。M1加蘭德亦曾經是許多國家的制式步槍，直至今天仍可發現其的蹤影。
二战结束时，春田兵工廠（Springfield Armory）生产了3,526,922把M1步枪，溫徹斯特連發武器公司則生产了513,880把。二战后，春田兵工厂于1952年恢复生产M1步枪，共计637,420把；国际收割机公司（International Harvester）在1953—1956年間生产了337,623把M1步枪；哈靈頓＆理查森（Harrington & Richardson）在1953—1956年生产了428,600把M1步枪。M1步枪总计制造了5,468,772把，其中4,188,669把由美国国營的春田兵工廠制造，其余的由上述3間私有公司制造。

## 設計
M1加蘭德步槍的木製槍托護木延伸至槍管中心，有一木製護手掩蓋在槍管上，此護手向前延伸在前單留下約有三分之一長度的槍管露出。槍管最後幾吋暴露在外，其下方為氣體汽缸，與槍口大致平行。該槍的槍栓很短，而照門就在其上方。閉鎖式槍栓的兩片前向推桿位在該槍後膛之後，扭轉後可與槍栓凹槽相容。槍栓可直接自這凹槽拆開，使槍枝易於分解和清潔。M1的槍栓十分重，但它並沒承受很大的應力，而且額外的重量也使該槍在發生彈殼破裂等類似的危險時，能提供一定程度的保護作用。
M1加蘭德步槍原本採用槍口集氣式工作原理，後來改為導氣式，槍栓則使用回轉閉鎖方式，可藉由簡單的导向凸輪沿导槽運動來轉動，槍機拉柄位於槍栓旁邊。推動拉柄位於槍管底下前後運動的復進桿，使它從氣體汽缸中退出並和復進簧銜接。當復進桿後退至後膛部分時，其會向右上方偏，從木製護手中冒出並和槍機拉柄碰撞。子彈擊發後，部份火藥氣體由槍管下方靠近末端處一導氣孔進入導氣管內，推動槍栓回轉實現解鎖，後座過程中完成抛彈殼動作同時形成待擊狀態，復進過程中完成子彈上膛以及槍栓閉鎖。相對於同時代的旋轉後拉式槍機（手動進行單發裝填動作），射擊速度大為提高。在戰場上其火力優勢可以有效壓制栓動步槍。

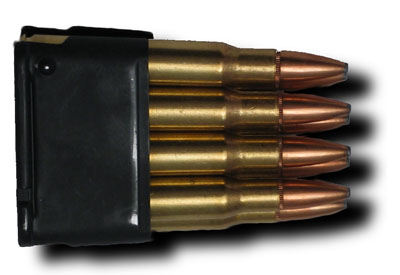
M1加蘭德的8發漏夾

容量8發子彈的漏夾由機匣上方壓入彈倉，當最後一發子彈射擊完畢時，漏夾會被退夾系統自動彈離彈倉，並會發出「乒」的聲響提醒士兵重新裝填子彈。然而，在潮濕的環境時，漏夾也有卡死的可能性，即使加入了特殊的潤滑劑也沒什么作用。在二战中美军单兵携带的标准弹药袋可以装10个8發漏夾。有一种广泛的误解是M1步枪必须打光整夹子弹才能重新裝填，射手甚至必须强制浪费掉剩余的子弹才能更换下一個漏夾。这一誤解在诸如《榮譽勳章系列》等流行电子游戏中有所体现，其实是完全不符合事实的。M1设计上具備专门用于手动排出漏夾的杠杆，後來的《決勝時刻：戰爭世界》和《戰地風雲5》等電子遊戲則完美重現了這個事實，在中途即使彈藥未打完也能手動退夾。
加兰德步枪在打完子弹漏夹弹出时会发出特有的“乒”声。在二战中，有报道指出德军以及日军士兵会利用漏夹弹出的声音，乘机向打完子弹的美军士兵进攻。这个消息引起了足够的重视，美军在阿伯丁试验场試验了多种不同材质的塑料制漏夹以降低弹出时的声音，但他們并没有真正採用任何一种改进版漏夹。根据德军士兵的回忆，加兰德的漏夹弹出声在战斗中几乎不会被听到；即便能够听到，这个声音也并没有什么用处，因为附近很可能还有其他未打完子弹的美军士兵。考虑到战斗环境下巨大的噪音，因为漏夹弹出声被敌方利用而阵亡的可能性微乎其微，但仍旧有士兵十分重视这一问题。
另外，若射手在把漏夾裝填到M1加蘭德步槍後沒有立刻鬆開拇指或會被復位的拉機柄夾傷，此情況被稱作“加蘭德拇指”（Garand Thumb）。
M1加蘭德步槍另可在槍口上裝填管状M7枪榴弹发射器，經由巧妙的安排，使氣體汽缸可以洩出部分氣體，避免在發射榴彈時因高壓導致機械元件受損。由于发射枪榴弹需装填空包弹，漏夹装填设计会带来不便。M1加兰德步枪配备了一些不同样式的刺刀，如M1905和M1。

## 衍生型

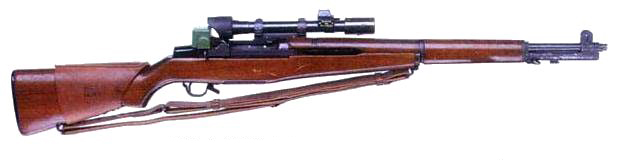
M1C

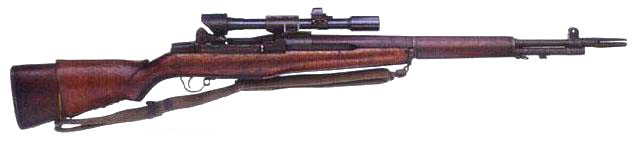
M1D

M1加蘭德有多种衍生型，包括加裝瞄準鏡的狙擊步槍型及沒有服役的測試型號，當中狙擊步槍型包括M1C（又名M1E7）及M1D（又名M1E8）。
M1C在1944年6月取代M1903A4成為美國陸軍制式狙擊步槍。將原本M1加蘭德改為M1C需要加裝鏡座、瞄準鏡及改裝機匣，而由於M1加蘭德採用頂端漏夾裝填，鏡座需安裝在機匣頂部左則。考慮到改裝M1加蘭德成為M1C需要大量時間及工序，春田兵工廠為了提高生產效率推出了簡化版本，名為M1D。M1D裝有改良的機匣及鏡座。
M1C及M1D在韓戰時期大量裝備美軍部隊，在1951年美國海軍陸戰隊亦以M1C作制式狙擊步槍，而其後美國海軍亦有採用改為7.62×51毫米NATO口徑的M1加蘭德步槍（見下表），但可靠性不佳。
M1加蘭德有兩种比較有趣但沒有服役的改裝型號，M1E5及T26又名“坦克手加蘭德”（Tanker Garand）。M1E5裝有摺疊槍托，T26“坦克手加蘭德”則裝有18寸短槍管及標準固定槍托。事實上，“坦克手加蘭德”從來沒有服役過，只是民間市場在二戰後為了增加銷售額而改裝而成。其中沒有服役的改裝型號有T20E2，其特別之處在於它採用白朗寧自動步槍（BAR）的彈匣供彈，更可改變射擊模式為半自動或全自動。
在1950年代，義大利貝瑞塔受到北約指示，以美國政府在二戰時運給義大利的溫徹斯特生產工具來生產M1加蘭德步槍，義大利將其命名為“M1952”，其後更衍生出BM-59系列。丹麥軍隊裝備的義大利制加蘭德步槍名為Gv m/50，其後被Gv m/75及Gv m/66（HK G3）取代。

### 衍生型列表
| 美國陸軍命名 | 美國海軍命名 | 內容                                                                             |
| ------------ | ------------ | -------------------------------------------------------------------------------- |
| M1E1         | 沒有         | M1加蘭德衍生型；改變活塞連桿的角度                                               |
| M1E2         | 沒有         | M1加蘭德衍生型；加裝瞄準鏡                                                       |
| M1E3         | 沒有         | M1加蘭德衍生型；槍栓導向凸輪上增加滾柱（可對應M14）                              |
| M1E4         | 沒有         | M1加蘭德衍生型；導氣系統增加氣體自動關閉功能，及加長了槍栓開鎖前的自由行程       |
| M1E5         | 沒有         | M1加蘭德衍生型；18吋槍管及摺疊槍托                                               |
| M1E6         | 沒有         | M1加蘭德衍生型；狙擊型                                                           |
| M1E7/M1C     | 沒有         | M1E6加蘭德衍生型；加裝M81瞄準鏡的狙擊型（亦可裝上M82或M84瞄準鏡）使用鏡座        |
| M1E8/M1D     | 沒有         | M1E7加蘭德衍生型；加裝M82瞄準鏡的狙擊型（亦可裝上M84瞄準鏡），使用春田兵工廠鏡座 |
| M1E9         | 沒有         | M1加蘭德衍生型；類似M1E4，裝有活塞分隔器                                         |
| M1E10        | 沒有         | M1加蘭德衍生型；楊曼式（Ljungman）直接導氣系統的版本                                     |
| M1E11        | 沒有         | M1加蘭德衍生型；短擊推桿導氣系統                                                 |
| M1E12        | 沒有         | M1加蘭德衍生型；導氣式                                                           |
| M1E13        | 沒有         | M1加蘭德衍生型；懷特式（White）擴大導氣系統                                           |
| M1E14        | Mk 2 Mod 0   | M1加蘭德衍生型；改為使用7.62×51毫米（T65）子彈及按壓嵌入式彈膛                   |
| T20          | 沒有         | M1加蘭德衍生型；由約翰·加蘭德設計，可改變射擊模式及使用白朗寧自動步槍彈匣        |
| T20E1        | 沒有         | T20衍生型；使用專為T20制造的彈匣                                                 |
| T20E2        | 沒有         | T20衍生型；E2彈匣可裝在白朗寧自動步槍上，但不能裝上白朗寧自動步槍的彈匣          |
| T20E2HB      | 沒有         | T20E2衍生型；重槍管改進型                                                        |
| T22          | 沒有         | M1加蘭德衍生型；雷明登出產，可改變射擊模式                                       |
| T22E1        | 沒有         | T22衍生型；沒有詳細資料                                                          |
| T22E2        | 沒有         | T22衍生型；沒有詳細資料                                                          |
| T22E3        | 沒有         | T22衍生型；沒有詳細資料；使用T27射擊系統                                         |
| T26          | 沒有         | M1加蘭德衍生型；18吋槍管及標準槍托                                               |
| T27          | 沒有         | 雷明登出產，可改變射擊模式的M1加蘭德，射擊系統被使用在T22E3上                    |
| T35          | Mk 2 Mod 2   | M1加蘭德衍生型；改為使用7.62×51毫米子彈                                          |
| T36          | 沒有         | T20E2衍生型；T20E2改為使用7.62×51毫米子彈，使用T35槍管及T25彈匣                  |
| T37          | 沒有         | T36衍生型；除了導氣孔的位置，其他和T36相同                                       |

## 使用國

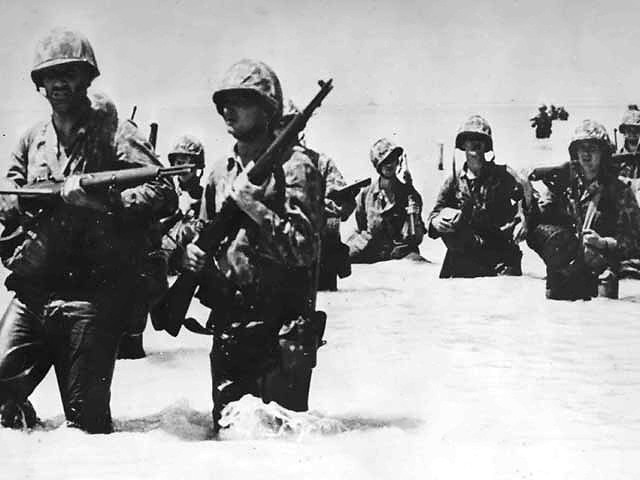
參加塔拉瓦戰役的美國海軍陸戰隊員手持M1步槍。二戰期間，先進的M1步槍曾令仍使用栓動式步槍的日軍傷亡慘重

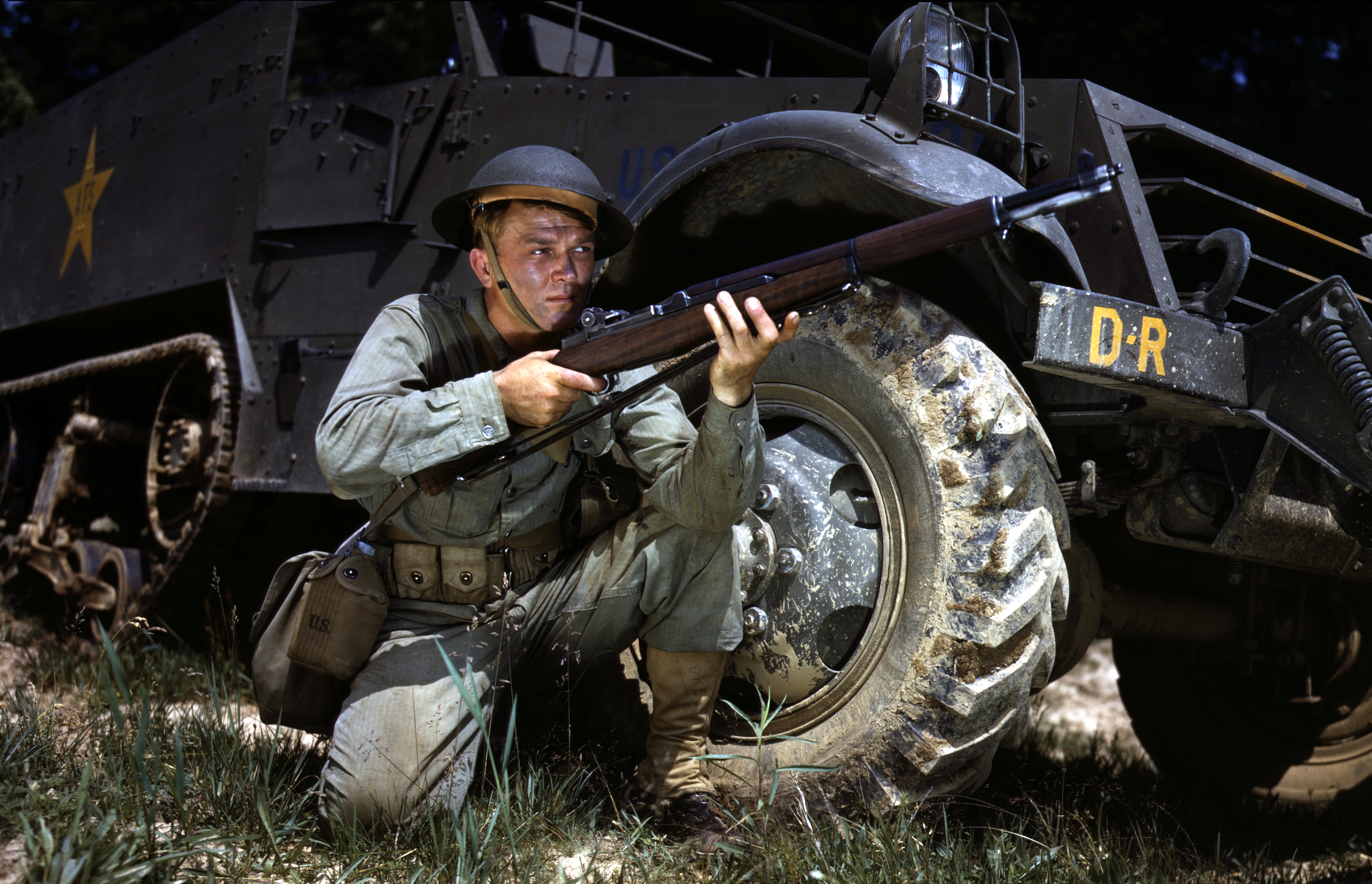
使用M1加蘭德步槍的美軍士兵，攝於1942年

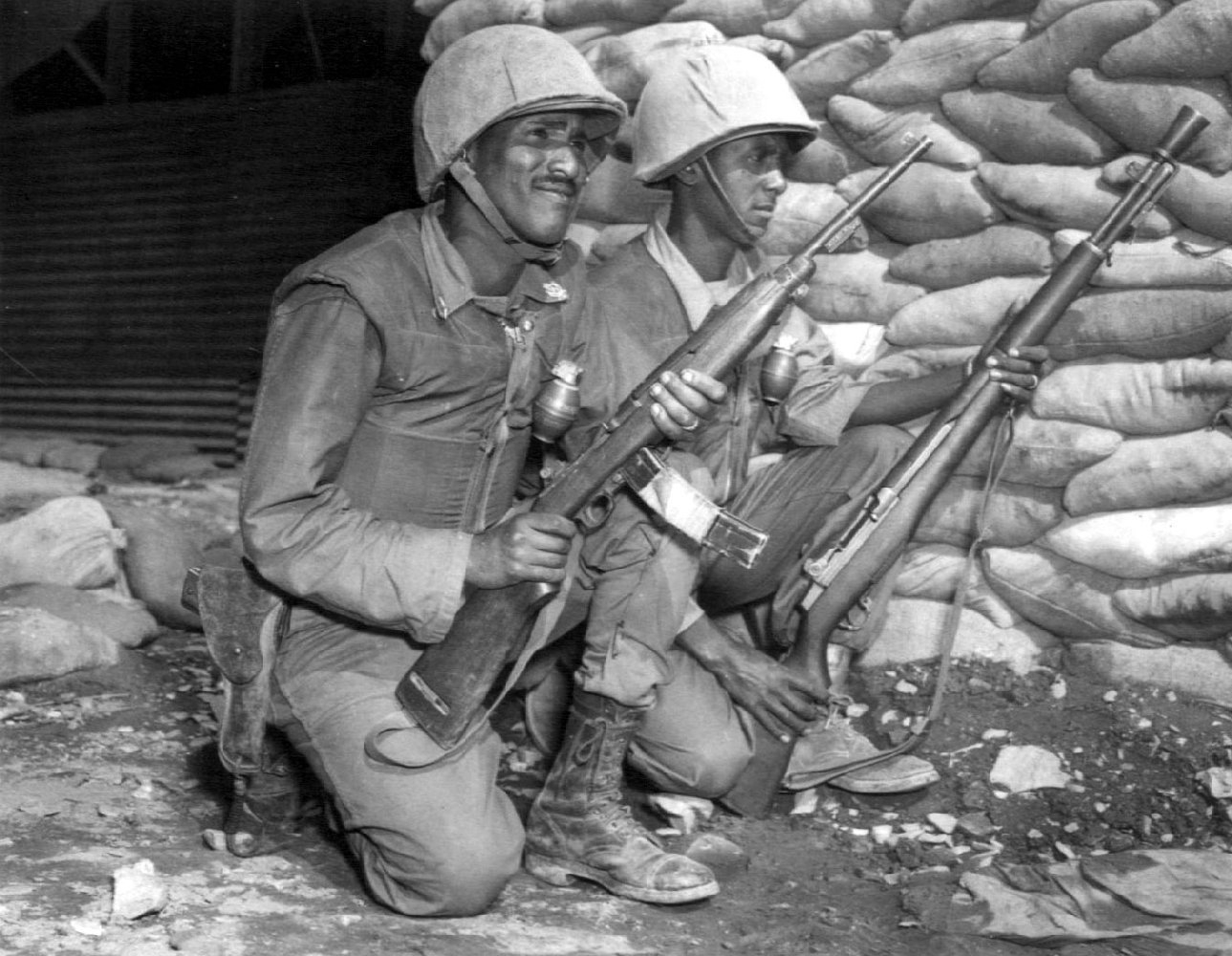
帶著M1卡賓槍（左）與M1加蘭德步槍（右）參與韓戰的埃塞俄比亞士兵，攝於1953年

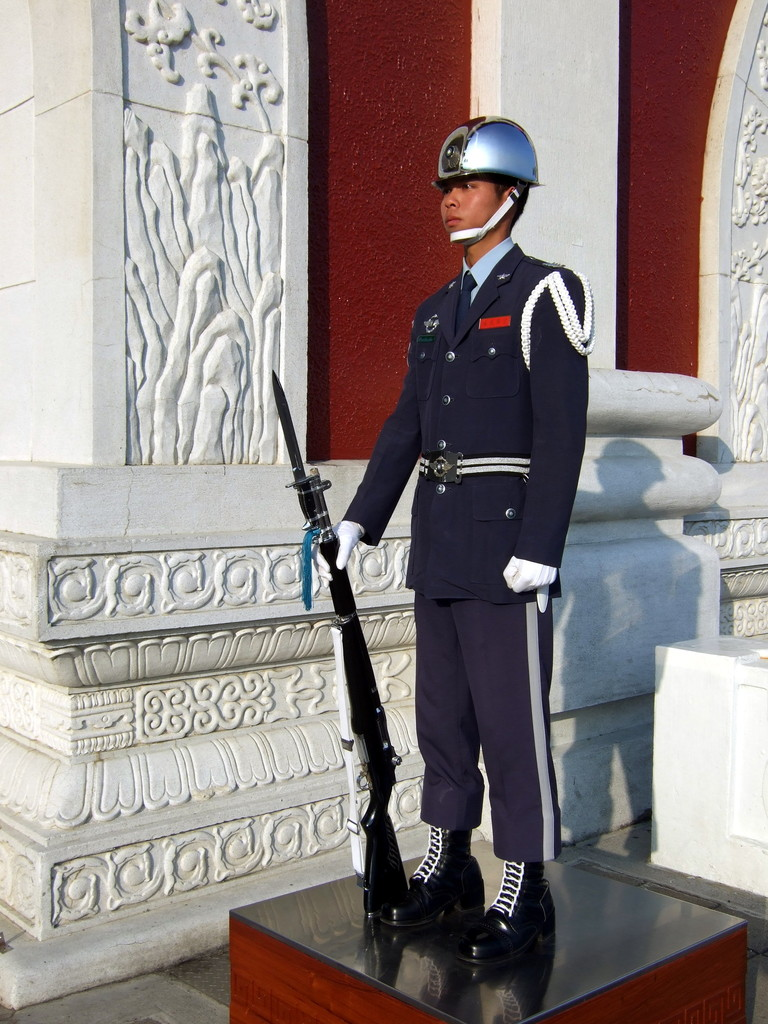
持M1加蘭德步槍站崗的中華民國空軍儀隊禮兵

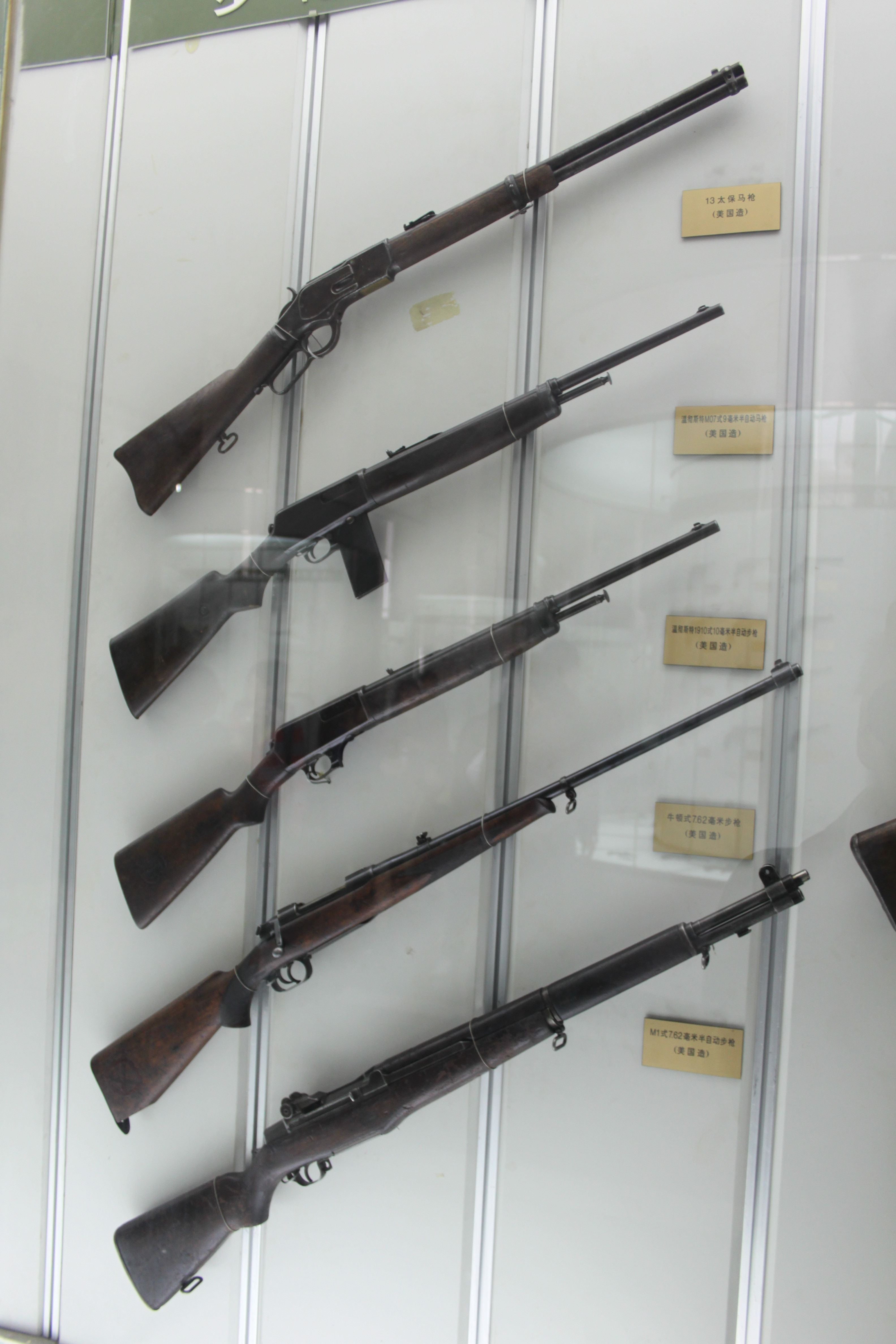
韓戰時被中國人民志願軍繳獲的M1步槍（最下）

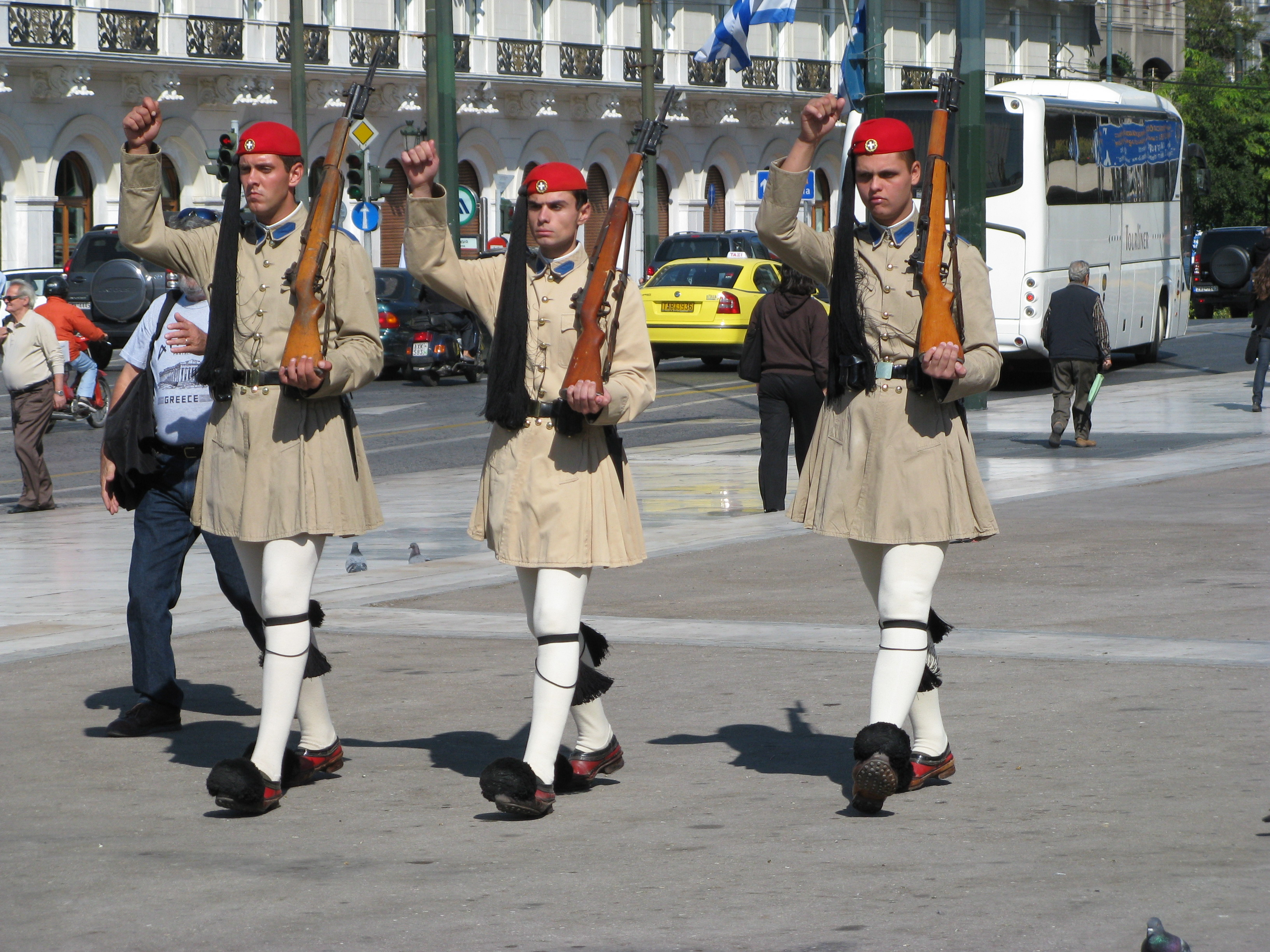
帶著M1加蘭德步槍行軍的希臘埃夫佐尼士兵

- 阿根廷
- 奥地利
- 巴西
- 柬埔寨
- 加拿大
- 哥伦比亚
- 中華民國
  -  中華民國國軍：國民政府遷台後的1950年代，美國開始向其供應大批M1步槍，國軍使用M1直至1968年才全面換裝M14步槍，除了部分作為三軍儀隊禮儀槍使用目前已全部退役、封存。
- 中华人民共和国
  - 中國人民志願軍：韓戰時繳獲自美軍、韓國軍或聯合國軍。由於數量十分有限，中共志願軍把M1步槍集中運用去編組突擊隊，用於進攻和突圍作戰。M1加蘭德步槍在志愿军内部俗称“大八粒”（又叫八粒快）。
- 古巴
- 賽普勒斯
- 丹麦
- 衣索比亞
- 自由法國
  - 自由法國軍隊（英语：Free French Army）：二戰期間由美國軍援提供。
- 法國
  - 法國武裝部隊：二戰後仍短暫裝備。
- 納粹德國
  - 德意志國防軍：二戰期間繳獲自美軍。
- 西德
  - 德意志聯邦國防軍：冷戰初期由美國軍援提供，僅短暫裝備。
- 希腊，冷戰期間由美國軍援提供。
  - 希臘武裝部隊：至今仍用於儀仗軍。
- 印度尼西亞
- 伊朗帝國：冷戰期間由美國軍援提供。
- 伊朗伊斯蘭共和國：繼承自巴勒維王朝。
- 以色列：冷戰期間由美國軍援提供。
  - 以色列國防軍
- 義大利：冷戰期間由美國軍援提供。
  - 義大利武裝部隊
- 日本：冷戰期間由美國軍援提供。
  - 警察預備隊
  - 日本自衛隊
- 约旦
- ：韓戰時由美國軍援提供。
  - 大韓民國國軍：至今仍用於儀仗軍及少數後備部隊。
- ：冷戰期間由美國軍援提供。
- 利比里亚
- 緬甸
- 荷蘭
- 挪威
- 巴基斯坦
- 巴拿马
- 巴拉圭
- 菲律賓：冷戰期間由美國軍援提供。
  - 菲律賓武裝部隊
  - 菲律賓國家警察
- 苏联：二戰時透過租借法案而獲得的美國軍援。
- 沙烏地阿拉伯
- 泰國：冷戰期間由美國軍援提供。
  - 泰國軍隊：至今仍用於儀仗軍。
- 土耳其
- 英国
- 美国
  - 美國武裝部隊（於1957年被M14自動步槍所取代）
- 乌拉圭
- 委內瑞拉
- 越南共和国：越戰時由美國軍援提供。
  - 越南共和國軍
- 越南：繼承自前南越政府。
  - 越南人民軍（已退役）

## 受M1加兰德步枪影響的槍械
- M14自動步槍
- 貝瑞塔BM59自動步槍
- 四式步槍：日本在二戰時以M1加蘭德的設計參考而成的半自動步槍
- AK-47突擊步槍：蘇聯AK枪机的二闭锁突笋、平面带动结构取自M1加兰德

## 流行文化
M1步槍在多套講述二戰和韓戰的電影和電視劇出現，較有名的是：
- 《坦克大決戰》
- 《紅色警戒》
- 《來自硫磺島的信》
- 《登陸之日》
- 《三八綫》

此外也有出現於電子遊戲，例如：
- 《系列》
  - 《5》
  - 《戰地風雲2042》
- 《系列》
  - 《榮譽勳章：反攻諾曼第》
  - 《榮譽勳章：太平洋戰役》
- 《決勝時刻系列》
  - 《決勝時刻》
  - 《使命召喚2》
  - 《3》
  - 《決勝時刻：先進戰爭》
  - 《決勝時刻M》
- 《狙击精英V2（包括重制版）》
- 《狙击精英III（游戏默认武器，剧情默认武器）》
- 《狙击精英IV》
- 《四海兄弟III》
- 《戰地之王》
- 《英雄與將軍》
- 《叛亂：沙漠風暴》
- 《絕對武力Online》
- 《少女前線》
- 《Surviv.io》
- 《劫薪日2》
- 《應徵入伍》
- 《風起雲湧2：越南（英语：Rising Storm 2: Vietnam）》

## 外部連結
- （英文）—Modern Firearms-M1加蘭德
- （英文）—美國陸軍戰場手冊23-5（1951年10月，PDF格式）[永久]
- （英文）—春田兵工廠-新版M1加蘭德
- （中文）—枪炮世界—M1伽兰德式步枪 （页面存档备份，存于）
- 溫徹斯特 實驗型 彈匣給彈 葛蘭德步槍 （页面存档备份，存于）
- How an M1 Garand works （页面存档备份，存于）